# Высокий ключ
Портрет в светлой тональности (Высокий ключ) — портрет, тональное исполнение которого определяется тем, что самые тёмные участки изображения не выходят за границы второй ступени светло-серого семиступенчатой шкалы плотностей. (Определение в дословном прочтении есть в книге Я. Д. Фельдмана[4]/ (Высо́кий ключ англ. High-key) — разновидность графической техники в искусстве (изобразительное искусство, фотография, кинематограф), применяемая для художественного выражения автора, спецэффектов или в технических целях, характерной особенностью которой является незначительная контрастность светлых тонов на изображении. Требуемый эффект достигается исключительно при съёмке, однако получение фотографии в «Высоком Ключе» является невозможным без правильной организации позитивного процесса печати, При редактировании фотоизображений, снятых в Нормальном Ключе, обработке в графическом редакторе невозможно получить качественное изображение в Высоком ключе. Это связано с тем что при съёмке в Высоком Ключе основной объём изображения ложится на VIII и IX ступень и имеет 64 (VIII) + 128 (IX) — до 192 градаций света, а при съёмке в Нормальном Ключе основное изображение ложится в районе V (светло-серое на лице) и VI ступени и имеет максимум 96 градаций света, а в графических редакторах растянуть 94 градации на 192, при условии неровных линий (на лице) возможно только в ручном режиме, то есть нарисовать руками."… Фотографии в высоком ключе нельзя путать с высококонтрастными отпечатками, где присутствуют только крайние проявления цветовых тонов с очень небольшим количеством промежуточных. …" — Джон Фримен «Фотография»

## История
Название техники происходит от самого процесса съёмки. При съёмке в High Key (Светлой тональности) КЛЮЧ фотографии (Серая карта) на изображении смещается в светлую (высокую) сторону; именно это и дало название технике. Аналогично при съёмке в технике Low Key — КЛЮЧ смещается в низкую (тёмную) сторону. Существует ошибочное мнение, что название происходит от понятия рисующего света (англ. key light, досл. «ключевой свет»), однако данная позиция не выдерживает никакой критики. Фотографию в технике High Key Можно снять как с рисующим светом — светотеневая фотография, так исключительно на заполняющем свете — светотональная фотография. При съёмке в светотональном режиме рисующий свет может отсутствовать полностью. Заблуждение по этому вопросу возникло из-за того, что понятия High Key существует и в кинематографе и оно отличается в корне от понятия в фотографии, хотя и имеет одинаковое название
Особенностью съёмки в High Key является большое количество света необходимое для смещения КЛЮЧА фотографии в светлую сторону . В этом случае компенсирующий свет — предназначенный для сглаживания теней тоже необходимо увеличивать и в результате получаются малоконтрастные снимки.
В советской фотошколе, последователями которой являются преподаватели фотографии операторского факультета ВГИКа Фельдман Яков Давыдович и Курский Леонид Дмитриевич, считают, что при съёмке в светлой тональности в кадре не должно быть тонов темнее светло-серого. Однако в зарубежных фотошколах и в современной российской таких жёстких ограничений нет.
До конца 20 века для создания требуемого эффекта при фотографировании портрета использовались несколько ламп накаливания, которые устанавливались вокруг лица фотографируемого. Со временем стали использоваться люминесцентные лампы, создающие аналогичный эффект, но потребляющие меньше энергии и не греющиеся.

## Технология
Светочувствительные материалы и электронные преобразователи света в электрические сигналы обладают ограниченной фотографической широтой и способны воспроизвести относительно узкий диапазон яркостей объекта съёмки. Для достижения нужного результата фотограф или кинооператор перед началом съёмки должен чётко представлять вид будущего изображения и его тональность. При анализе снимаемой сцены необходимо определить, какие полутона являются наиболее важными, чтобы принять решение о точке отсчёта при измерении экспозиции.
Любой снимаемый сюжет состоит из участков с различной яркостью, благодаря отличиям в отражательной способности разных объектов съёмки и светотеневому рисунку от съёмочного освещения. Для правильного отображения всех участков снимаемой сцены необходимо точное дозирование количества света, получаемого светоприёмником. Экспозиция должна быть такой величины, чтобы позволить фотоматериалу с определённой светочувствительностью получить количество света, необходимое для воспроизведения максимального диапазона сюжетно важных яркостей в пределах доступной шкалы. Светочувствительность — это сенситометрическая характеристика любого светочувствительного элемента. Чем больше светочувствительность матрицы (фотоплёнки, фотобумаги), тем меньшая требуется экспозиция.
Обычно главным критерием при измерении яркости света, отражённого от объектов съёмки, считается правильность отображения тона человеческой кожи, главным образом, лица. Поэтому, все экспонометрические устройства калибруются таким образом, чтобы отображать корректный результат при измерении света, отражённого от кожи людей европейской расы. В некоторых случаях в качестве тест-объекта может служить «серая карта» с калиброванной отражательной способностью в 18 %. Такой серый цвет является точкой отсчёта для определения тональности, в фотографии он именуется англ. middle key и считается стыком между 5 и 6 зонами шкалы Адамса. Нормальная экспозиция кадра хорошо прорабатывает 2 ступени (зоны экспозиции) вверх плюс чисто-белый цвет и 3 ступени вниз плюс чисто-чёрный цвет.
Слишком большая экспозиция (передержка) приводит к получению изображения с отсутствующими деталями в светлых местах (светах), а иногда и полному отсутствию изображения, что, например, в фотожурналистике обычно считается браком. Однако умеренная передержка (смещение Ключа в светлую сторону) позволяет получить изображение в высоком ключе. При недодержке можно получить обратный эффект — изображение в стиле низкого ключа.
Изображение считается выполненным в высоком ключе, если его тональное решение соответствует условию, что тёмные участки изображения не выходят за пределы второй светло-серой ступени семиступенчатой шкалы плотностей Семиступенчатая шкала строится на основе 10-ступенчатой шкалы Адамса путём вычленения пяти ступеней освещения, что соответствует оптимальному визуальному контрасту, и переводом (сжатием) остальных ступеней в чисто-чёрную и чисто-белую зоны.
* Римскими цифрами обозначены градации серого, 0 соответствует уровню вуали:
| 0 | I | II | III | IV | V | VI | VII | VIII | IX | X |

| 0 | I | II | III | IV | V | VI | VII |

Применительно к цифровой технике ступень светло-серого располагается в диапазоне значений яркости 64-128 по линейной шкале. Данное вытекает из шкалы Адамса: переход от одной ступени к другой соответствует одной ступени экспозиции (то есть изменению её в 2 раза) и свойств геометрической прогрессии: последовательность чисел (a1, a2,…, an…), из которых каждое равно предыдущему, умноженному на постоянное для данной прогрессии число q (знаменатель Г. п.).
Самое светлое значение 0-й ступени — 1 (постоянный знаменатель прогрессии 2);
1-й ступени 1*2=2;
2-й ступени 2*2=4 (1*2 во второй степени);
3-й — 4*2=8 (1*2 во третьей степени);
4-й — 8*2=16(1*2 в четвёртой степени);
5-й — 16*2 =32(1*2 в пятой степени);
6-й — 32*2=64(1*2 в шестой степени);
7-й — 64*2=128(1*2 в седьмой степени);
8-й 128*2=256(1*2 в восьмой степени)

## Техники выполнения

### Оптическая при съёмке
Основными составляющими для съёмки в высоком ключе являются освещение, главный объект съёмки, фон и настройки камеры.
Освещение играет значительную роль — требуется равномерная проработка объекта съёмки рассеянным светом. Этого можно достичь за счёт съёмки в пасмурный день или с софтбоксом. Используется также отражатель с белой поверхностью на просвет или на отражение, который позволит избежать искажений цветовой температуры благодаря тому, что часть объекта, освещенная солнцем, будет иметь одинаковый оттенок цвета, что и часть объекта, освещенная отражателем. Контраст светотени должен быть предельно низким.
Главный объект съёмки должен быть неконтрастным и иметь светлые тона. Высокий ключ часто применяют в жанре портрета. В таком случае желательно, чтобы фотографируемая модель имела определенные внешние данные: светлые волосы, светлый оттенок кожи, светлую одежду.
Фон по яркости должен быть таким же или более ярким, чем объект съёмки. В качестве фона может применяться бумага белого цвета (без стыков) или светлая ткань.
Настройки камеры являются четвёртой составляющей при съёмке в высоком ключе. Необхожимо сделать экспокоррекцию на несколько ступеней ярче автоэкспозиции за счёт увеличения выдержки, значения светочувствительности ISO или открытия диафрагмы. При этом для удобства в камере, оснащённой функцией контрастной фокусировки, можно включить отображение гистограммы в режиме предпросмотра в реальном времени.

#### Возможные ошибки
- недостаточная яркость освещения
- объект съёмки расположен близко к фону, что приводит к отбрасыванию тени
- неправильные настройки экспозиции автоэкспонометром

### Цифровая коррекция
Использование компьютерных программ — фоторедакторов позволяет изменять тональность снимков уже после того, как они были сохранены в файл.
Многие программы (например, Adobe Photoshop и GIMP) имеют специальные средства, предназначенные для коррекции экспозии как в целом изображения, так и отдельных участков. Во время редактирования снимка можно пользоваться гистограммой. Для создания соответствующего эффекта изображение может быть обесцвечено.

### Коррекция при фотопечати
Коррекция тональности снимка возможна при оптической фотопечати с негативов в фотолаборатории.

## Применение
В фотографии высокий ключ чаще всего применяется при съёмке детей и женщин. А также в зимних пейзажах и натюрмортах. Передаёт оптимистичное и позитивное настроение.

## Высокий ключ в киноискусстве
Эффект высокого ключа часто применяется в ситкомах, комедиях и мелодрамах для передачи мечтаний и сновидений героев, а также флешфорвардов. Данный приём используется как для дневных, так и для ночных сцен.

## Список фотографов, работавших в высоком ключе
- Джузеппе Кавалли[англ.]
- Фельдман Яков Маркович — декан художественного факультета ВГИКа
- Курский Леонид Дмитриевич — преподаватель фотографии на операторском факультете ВГИКа